# Hyles costata
Hyles costata is een vlinder uit de familie van de pijlstaarten (Sphingidae). De wetenschappelijke naam van de soort werd in 1851 gepubliceerd door Alexander von Nordmann.